# Turja (obwód rówieński)
Turja (ukr. Тур'я) – wieś na Ukrainie, w obwodzie rówieńskim, w rejonie dubieńskim, w hromadzie Smyga. W 2020 liczyła 232 mieszkańców.
W okresie międzywojennym wieś znajdowała się w granicach II RP, wchodząc w skład gminy Werba w powiecie dubieńskim, w województwie wołyńskim.